# Lysiteles anchorus
Lysiteles anchorus är en spindelart som beskrevs av Zhu, Lian och Ono 2004. Lysiteles anchorus ingår i släktet Lysiteles och familjen krabbspindlar. Inga underarter finns listade i Catalogue of Life.